# مرمن ۵۴۵۶
سیارک ۵۴۵۶ (به انگلیسی: 5456 Merman، نامگذاری:1979HH3) پنج هزار و چهارصد و پنجاه و ششمین سیارک کشف شده‌است که در ۲۵ آوریل ۱۹۷۹ کشف شد.
قدر مطلق سیارک برابر ۱۳٫۲۰ است.